# Cộng hòa Markovo
Cộng hòa Markovo (tiếng Nga: Марковская республика) là một quốc gia nông dân tự xưng nằm ở Nga, cách Moskva khoảng 150 km, ở huyện Volokolamsky. Cộng hòa này được tuyên bố thành lập vào ngày 31 tháng 10 năm 1905 trong cuộc Cách mạng Nga năm 1905 khi nông dân lên nắm quyền kiểm soát chính quyền địa phương ở làng Markovo. Cuộc nổi dậy của nền cộng hòa bị dập tắt vào ngày 18 tháng 7 năm 1906, sáu tháng sau khi cuộc cách mạng bị dập tắt ở các thành phố. Quốc gia này từng được giới nghiên cứu coi là "một trong những ví dụ ấn tượng nhất về nền chính trị nông dân tiến bộ trong cuộc Cách mạng năm 1905".
Một trong những người sáng lập nền cộng hòa là nhà văn theo phái Tolstoy tên gọi Sergey Semyonov, đến từ ngôi làng Andreevskoe gần đó.

## Lịch sử
Nền cộng hòa do một nhóm bao gồm một số giáo viên, nhà nông học, nhà hoạt động xã hội và nông dân (bao gồm cả Semyonov) từ Markovo và các làng lân cận lập nên; nhóm đã gặp nhau tại các phòng trà và câu lạc bộ đọc sách từ năm 1901 để thảo luận về các tờ báo từ Moskva. Sau khi thành lập ở một số volost tại huyện Volokolamsky, nhà nước này đã tổ chức chế độ cai trị của nông dân theo cách mà nhà sử học Orlando Figes mô tả là một 'hệ thống phức tạp'. Liên minh Nông dân được gầy dựng giúp hình thành thể chế chính trị của 'nước cộng hòa'. Một 'chính phủ cộng hòa' được bầu ra, đứng đầu là tổng thống – chức vụ do một trong những trưởng làng nông dân nắm giữ – và tuyên bố trung thành với Liên minh Nông dân. Đến tháng 10 năm 1905, một nghị quyết kêu gọi cải cách triệt để hệ thống chính trị đã được thông qua bởi một cuộc họp chung của nông dân; trong đó những người nông dân tuyên bố rằng sẽ từ chối tuân theo chính quyền hiện tại, đồng thời từ chối đánh thuế và tuyển quân cho đến khi các yêu cầu của họ được đáp ứng. Những yêu cầu này bao gồm việc triệu tập quốc hội, phổ thông đầu phiếu với bỏ phiếu kín cho người trưởng thành, quyền công dân bình đẳng cho nông dân, thuế lũy tiến, cấp đất cho nông dân không có đất, hệ thống giáo dục phổ thông và tự do, ân xá chính trị và tự do đi lại.
Sau khi được thành lập, các chi bộ địa phương được tổ chức ở các làng lân cận, bao gồm một chi bộ ở Andreevskoe của Semyonov; trên thực tế, những người này đã cai quản các ngôi làng trong thời kỳ tồn tại của nền cộng hòa. Việc kiểm soát tiền thuê nhà, thực hiện và giới thiệu các biện pháp nông học, dân chủ hóa chính quyền volost và 'quốc hữu hóa' các trường học của nhà thờ đã xảy ra. Trong khi đó, chính phủ Sa hoàng bất lực khi chỉ có một trung sĩ cảnh sát và không có đại úy lục quân, và do vậy không thể trấn áp nổi nền cộng hòa ngày càng nổi tiếng và lớn mạnh. Nền cộng hòa nông dân này từng được các tờ báo của Mỹ đưa tin tới tấp đến nỗi đã khiến một vị giáo sư từ Chicago đi đến Markovo hỗ trợ cho nhà nước này. Trên cương vị là lãnh đạo của Liên minh Nông dân tại ngôi làng quê hương Andreevskoe, Semyonov bèn đứng ra thành lập hai hợp tác xã, một ngôi trường làng mới, một hội canh nông, một câu lạc bộ đọc sách và thậm chí cả một rạp hát dành cho nông dân.
Chính quyền Sa hoàng đã cố gắng giải tán nhà nước tự xưng bằng các biện pháp chính trị, bằng cách cách chức trưởng làng Ryzhkov vừa mới được bầu lên; những người nông dân cứng đầu cứng cổ đã chống đối vụ việc bằng cách từ chối bầu người kế vị, và Ryzkhov tuyên bố, 'thật đáng tiếc', rằng ông không thể từ bỏ quyền hành của mình vì chẳng có ai khác xứng đáng nhận lấy trọng trách này. Nền cộng hòa tự xưng tự trị chỉ bị tiêu diệt vào tháng 7 năm 1906, sáu tháng sau khi cuộc cách mạng bị dập tắt ở các thành phố; Ryzkhov đã bị loại bỏ thông qua một mánh khóe của cảnh sát, và tất cả các ngôi làng của nước cộng hòa đều bị bố ráp, các thủ lĩnh (trong đó có Semyonov) bị tống vào tù ở Moskva. Cảnh sát lại được đối thủ không đội trời chung của Semyonov ở Andreevskoe là trưởng làng Grigory Maliutin thông báo rằng 'ngôi làng có một nhà cách mạng nguy hiểm'; sau hai tháng ngồi tù ở Moskva, Semyonov bị đày ra nước ngoài; tại đây, với sự hỗ trợ tài chính của Tolstoy, ông bèn đi thăm viếng các vùng nông thôn của Anh và Pháp trong mười tám tháng, rồi sau được truyền cảm hứng từ những gì ông nhìn thấy, càng quyết tâm cải cách hệ thống công xã của Nga.